# Dassault Mirage 2000
Dassault Mirage 2000 är ett franskt fjärde generationens enhetsflygplan tillverkat av Dassault Aviation för att ersätta de äldre flygplanen Mirage III och Mirage F1. Över 600 flygplan har tillverkats och har exporterats till åtta länder.

## Konstruktion
Trots sin likhet med sina föregångare Mirage III och Mirage V är Mirage 2000 ett helt nytt flygplan. Till skillnad från dessa är Mirage 2000 ett delvis instabilt flygplan med fly by wire-system. En annan skillnad är att Mirage 2000 har klaffar längst hela vingens framkant vilket gör att den kan anpassa vingprofilen efter hastigheten. Med fullt utfällda klaffar i framkant kan höjdrodren fungera som flaps och därmed ge avsevärt större lyftkraft. I kombination med den aerodynamiska instabiliteten gav de också Mirage 2000 överlägsen manöverförmåga jämfört med äldre deltavingade jaktflygplan.
Motorn är en turbojetmotor med låg bypass och lågt förbränningstryck vilket är en optimering för hög fart på hög höjd på bekostnad av bränslekonsumtion i låg fart på låg höjd. Den stora deltavingen ger låg vingbelastning vilket även det är fördelaktigt på hög höjd. Mirage 2000 är därmed en utpräglad interceptor med sekundär attackförmåga, något som även märks på beväpningen med de kraftfulla Super 530-robotarna. Att bara tre av de nio vapenbalkarna kan bära 1 800 kg innebär också en begränsning av attackförmågan.

## Användare
Planet flygs/flögs bland annat av:
- Brasiliens flygvapen (fram till 2013, 9 sålda och 3 avrustade)[6]
- Egyptens flygvapen
- Frankrikes flygvapen
- hellenska flygvapnet
- Indiens flygvapen
- Perus flygvapen
- Taiwans flygvapen
- Förenade arabemiratens flygvapen
- Qatars flygvapen

## Varianter
- Mirage 2000C
- Mirage 2000B
- Mirage 2000N (Kärnvapenbärande med terrängföljande ESD/TH-SCF Antilope radar, utöver ordinare Thomson RDM-radar.)[4]
- Mirage 2000D (Attackplan baserad på N-varianten.)
- Mirage 2000-5
- Mirage 2000-5 Mark 2
- Mirage 2000E
- Mirage 2000M
- Mirage 2000H
- Mirage 2000P (Peru: 10 ensitsiga samt 2 tvåsitsiga (DP) för träning.)
- Mirage 2000-5EI
- Mirage 2000-5EDA (Qatar, som 1994 beställde 9 ensitsiga samt 3 tvåsitsiga (DDA) för träning, med leveransstart i slutet av 1997.)
- Mirage 2000EAD/RAD
- Mirage 2000EG
- Mirage 2000-9 (Exportvariant på Mirage 2000-5 Mark 2.)
- Mirage 2000BR (Variant på Mirage 2000-9 för Brasilien som aldrig byggdes.)